# NGC 3843
NGC 3843 est une galaxie lenticulaire située dans la constellation de la Vierge. NGC 3843 a été découverte par l'astronome américain Edward Singleton Holden en 1881.

## Caractéristiques
Sa vitesse par rapport au fond diffus cosmologique est de 6 253 ± 25 km/s, ce qui correspond à une distance de Hubble de 92,2 ± 6,5 Mpc (∼301 millions d'al). 
Selon la base de données Simbad, NGC 3843 est une galaxie LINER, c'est-à-dire une galaxie dont le noyau présente un spectre d'émission caractérisé par de larges raies d'atomes faiblement ionisés.